# Baculentulus yunnanensis
Baculentulus yunnanensis är en urinsektsart som beskrevs av Yin 1985. Baculentulus yunnanensis ingår i släktet Baculentulus och familjen lönntrevfotingar. Inga underarter finns listade.